# Chiesa di Santa Maria ad Elisabetta
La chiesa di Santa Maria ad Elisabetta è una chiesa di Brescia, situata in via Francesco Lana. Fondata nel Seicento, fu riaperta al culto dopo la soppressione ottocentesca grazie all'interesse dei sacerdoti Giovanni Battista e Massimiliano Averoldi. All'interno si conserva un vasto patrimonio di affreschi e tele, molte di tipo votivo, risalenti soprattutto al Settecento. 

## Storia
La chiesa viene fondata nel XVII secolo da una confraternita di Disciplini che curavano il culto della Visitazione della Beata Vergine Maria. In seguito alle soppressioni condotte dalla Repubblica Bresciana, l'edificio viene alienato a privati a, nel 1807, adibito a fabbrica di palle di cannone. Nel 1819 viene riscattata da due sacerdoti bresciani, Giovanni Battista e Massimiliano Averoldi, che ne ottengono la riapertura.
Tra il 1867 e il 1897 don Andrea Livragna promuove un importante restauro dell'edificio e dell'oratorio attiguo. L'oratorio, che fin dall'origine, comprendeva alcune stanze e un piccolo cortile, viene ulteriormente ampliato nel 1954 grazie all'acquisizione di casa Brunori in contrada del Carmine, che diventa parte dell'oratorio permettendo l'abbattimento del muro che divideva i due cortili.

## Architettura

### Esterno
L'edificio ha dimensioni modeste ed è inserito nel compatto paramento di facciate di abitazioni private che costituisce il lato est della via. La facciata è molto semplice, movimentata da lesene prive di ordine architettonico che, intersecandosi con la trabeazione superiore e con tratti di cornici piane, determinano delle specchiature quadrangolari. Corona il prospetto un frontone triangolare, unico elemento emergente sulle linee di gronda degli altri edifici. Al centro, sopra l'ingresso, si apre una grande finestra a lunetta, principale fonte di luce per l'interno.

### Interno
L'interno della chiesa è ad aula unica, priva di altari o cappelle laterali, ed è coperta da una volta a botte. Il presbiterio è di forma quadrangolare, ad abside piatta, ed è sormontato da una cupola emisferica con lanterna.
Le grandi campiture monocrome delle pareti sono state ridipinte all'inizio del Novecento con intonaco verde.

## Opere
Nella fascia inferiore delle pareti laterali, in posizione centrale, sono dipinte a monocromo le insegne papali con, a destra, tralci di vite, a sinistra la croce, le tavole della legge ed una pisside. Nel registro superiore vi sono invece due tele: quella di destra è una Trasfigurazione di Cristo, già attribuita a Tommaso Bona ma da ritenersi in realtà opera più tarda; quella di sinistra è una Madonna in trono col Bambino e un santo, attribuita inizialmente a Pompeo Batoni ma poi autorevolmente riconosciuta come dipinta da Francesco Savanni. Sulla volta sono dipinti cartigli con invocazioni mariane: a destra "VENI COLUMBA", "FEDERIS ARCA", a sinistra "SICUT LILIUM INTER SPINAS" e "ROSA MISTICA". Al centro della volta, in un grande riquadro, è affrescata una Assunzione di Maria di ignoto pittore locale.
La decorazione, databile al Settecento, denota l'uso di elementi derivati ancora barocchi quali conchiglie, decorazioni floreali accostate in modo naturalistico e forme geometriche morbide come ovali e volute. Nonostante lo spazio sia piuttosto esiguo e la presenza di elementi decorativi, per contro, molto varia, l'effetto d'insieme risulta comunque armonico ed elegante, soprattutto grazie al largo uso del monocromo e alla resa prospettica attraverso le ombre. La cupola emisferica che copre il presbiterio ospita una decorazione a finto cassettonato, più classicheggiante rispetto alle altre decorazioni della chiesa. Nei pennacchi vi sono altre invocazioni mariane simili a quelle della volta.
Le pareti del presbiterio ospitano quattro dipinti votivi di pari dimensione, eseguiti da due artisti differenti di epoca settecentesca. Lungo la parete destra si riconoscono San Stanislao Konstka e San Luigi Gonzaga, mentre a sinistra vi sono una Vergine che consegna il Rosario a San Domenico e Santa Caterina da Siena a fianco della quale si vede la Madonna durante una miracolosa apparizione. Quest'ultimo dipinto è inoltre corredato da quattordici riquadri, posti lungo il perimetro, che narrano eventi miracolosi. L'altare maggiore è sormontato da una pala raffigurante la Visitazione di Maria a Santa Elisabetta attribuita a Sante Cattaneo, ma vistosamente decurtata.
Dagli elenchi delle spoliazioni napoleoniche si deduce che arricchivano il patrimonio artistico della chiesa anche un San Pietro e una tela con i Misteri del Rosario collocata entro un'ancona intagliata e dipinta: le due opere sono disperse. Compensano la perdita altre due tele provenienti dalla chiesa di San Giovanni Evangelista: un San Luigi Gonzaga in preghiera davanti al Crocifisso a destra dell'ingresso e una Salita al Calvario in controfacciata, entrambe databili al Settecento.